# Mountain View (comté de Contra Costa, Californie)
Pour les articles homonymes, voir Mountain View.
Mountain View est une census-designated place du comté de Contra Costa, dans l'État de Californie, aux États-Unis. En 2020, elle compte une population de 2 622 habitants.